# Salome Sticken
Salome Sticken, född 1369, död 1449, var en nederländsk religiös reformator och författare.   Hon var ledare för en församling av religiösa systrar i Meester-Geertshuis 1392-1408, medgrundare av nunneklostret i Diepenveen 1408, och dess priorinna 1412-1446.  
Hon var dotter till en förmögen jordägare. Hon beskrivs som en framträdande representant för den reformatoriska fromhetsrörelse, Devotio moderna, som ägde rum i Nederländerna vid just denna tid, som lade fokus på enskilda personers liv och biografier som exempel för att uppnå religiös förståelse och mening. Diepenveen kloster (1400-1578) var ett centrum för denna inriktning och blev känt i det samtida Nederländerna som hem för en rad berömda nunnor, däribland Geertruid Monnickes, Elsebe Hasebroecks, Jutte van Ahaus, Zwedera van Rechteren och systrarna Aleid, Geertruid och Swene ter Poerten. 